# Oedemera paradoxa
Oedemera paradoxa là một loài bọ cánh cứng trong họ Oedemeridae. Loài này được Motschoulsky miêu tả khoa học năm 1873.